# Friedrich Wilhelm von Borcke

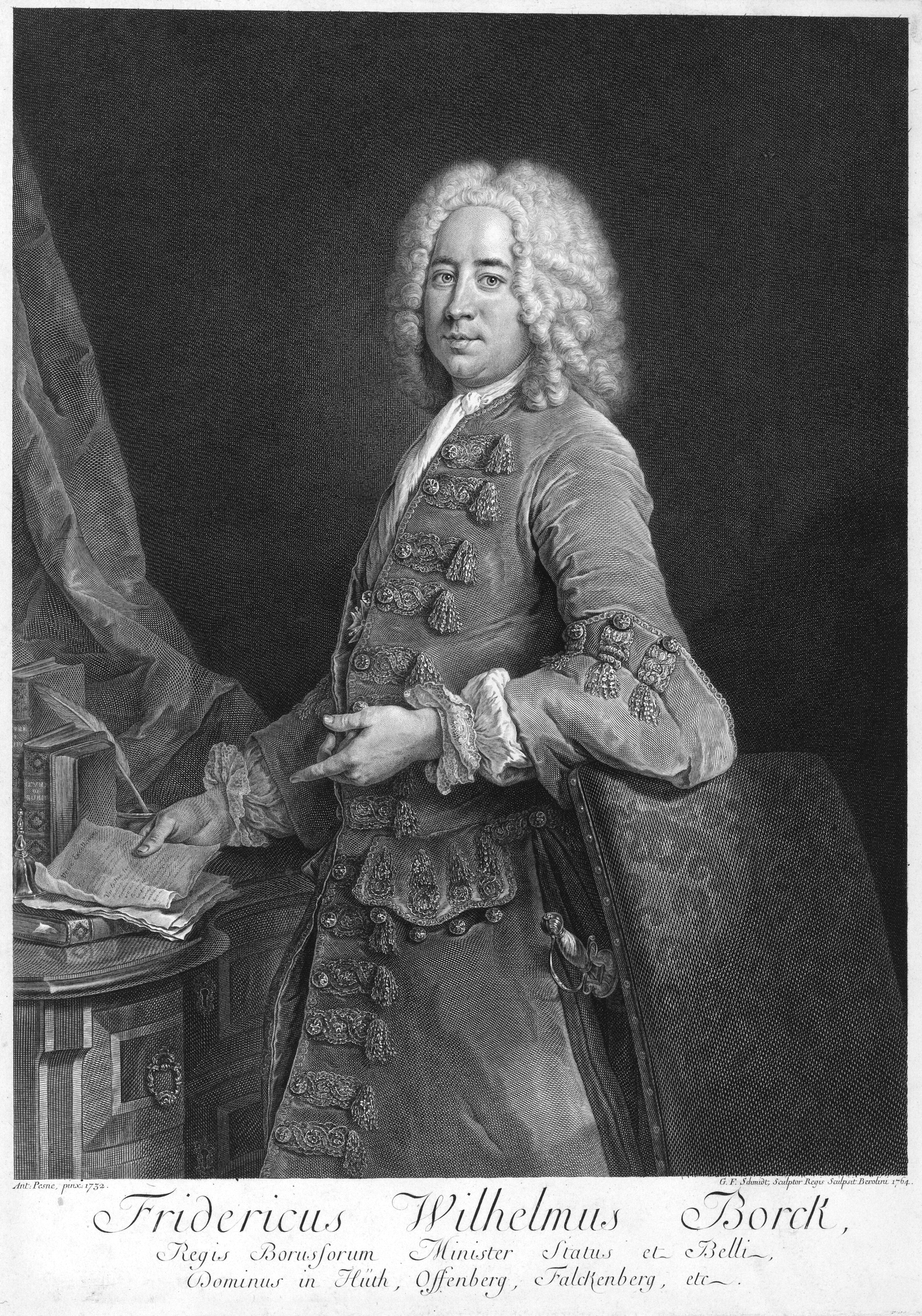
Friedrich Wilhelm von Borcke (1693–1769)

Friedrich Wilhelm Freiherr von Borcke (* 20. März 1693 in Gersdorf; † 26. August 1769 in Berlin) war Minister in Preußen und zeitweise Geheimrat in der Landgrafschaft Hessen-Kassel.

## Leben
Friedrich Wilhelm entstammte der pommerschen Adelsfamilie Borcke. seine Eltern waren Georg Heinrich von Borcke († 1720) und dessen Ehefrau Wilhelmine Marie, geborene von Meinders, Tochter des preußischen Ministers Franz von Meinders.
Borcke begann seine Karriere in preußischen Diensten als Kriegsrat beim Kriegskommissariat des Herzogtums Magdeburg und stieg 1728 zum Kammerpräsidenten in Halberstadt auf. Anschließend wurde er Präsident der Kriegs- und Domänenkammern in Minden und Kleve, sowie 1731 Wirklicher Geheimer Etats- und Kriegsrat. 1736 erwarb er das Schloss Hueth von der Familie Wylich und Lottum. Aber 1739 wurde er nach einem großen Skandal aus preußischen Diensten entlassen. Er hatte ursprünglich gegen den Landrentmeister Johann Wilhelm Rappard wegen Unregelmäßigkeiten bei den Wasserbauten am Rhein ermitteln lassen. Er wurde aber dabei selbst so schwer belastet, dass Friedrich Wilhelm I. seinen „meineidigen Präsident Borck“ entließ.
Borcke ging als Geheimer Rat nach Hessen-Kassel. Dort vermittelte er 1751 die Heirat von Wilhelmine von Hessen-Kassel mit dem Prinzen Heinrich von Preußen. Friedrich II. holte ihn wieder als Minister in das Generaldirektorium. Mit dem Beginn des Siebenjährigen Krieges wurde er Chef des „Feldkriegs-Direktoriums“ in Sachsen. 1759 wurde er zum Leiter des Militärdepartements im Generaldirektorium ernannt. 1764 nahm er seinen Abschied und zog sich auf das Schloss Hueth zurück.

## Familie
Er war zweimal verheiratet, beide Male mit Töchtern des preußischen Ministers und späteren Generalfeldmarschalls Adrian Bernhard von Borcke. Am 13. Oktober 1729 ehelichte er Maria Auguste von Borcke (1702–1730). Nach ihrem frühen Tod heiratete er am 10. November 1732 Margarete Helene Bernhardine von Borcke (1712–1762). Aus dieser Ehe gingen folgende Kinder hervor:
- Friedrich Wilhelm (1733–1758)
- Antoinette Charlotte Leopoldine (1735–1803) ⚭ 4. Juni 1751 Carl Friedrich von Vorschuer
- Adrian Heinrich (1736–1792), preußischer Diplomat ⚭ 1771 geschieden 1772 Helene Charlotte von Friedland (1754–1803)
- Karl Ludwig August (1739–1789)
- Wilhelmine (1742–1766) ⚭ 5. Januar 1763 Friedrich Christoph von Saldern
- Helene Bernhardine (1743–1831) ⚭ 1767 Friedrich Christoph von Saldern
- Henriette Auguste (* 1745) ⚭ 1773 Ludwig Karl von Kalckstein (1725–1800)